# كابتن برايس
كابتن جون برايس (بالإنجليزية: Captain John Price)‏ هو شخصية خيالية رئيسية في سلسلة كول أوف ديوتي يظهر كجندي متمرس وقائد قوي. تلقى استقبالا حسنا من قبل النقاد والجماهير على حد سواء. تم وضعه في المركز 17 ضمن قائمة أفضل شخصيات ألعاب الفيديو في سنة 2011 من قبل موسوعة غينيس للأرقام القياسية النسخة الخاصة بألعاب الفيديو.
ظهر جد كابتن برايس للمرة الأولى كجندي بريطاني في كول أوف ديوتي وكول أوف ديوتي 2 وكان جد كابتن برايس في الجيش البريطاني وفي الحرب العالمية الثانية خلال الحرب العالمية الثانية. ظهر جون برايس في كول أوف ديوتي 4: مودرن وورفير وكول أوف ديوتي: مودرن وورفير 2،كول أوف ديوتي: مودرن وورفير 3، كول أوف ديوتي: مودرن وورفير.